# Troika (triumvirat)
Troika (în limba rusă: тройка, din trei elemente) este un comitet format din trei membri. 

## Troicile NKVD
Termenul a devenit cunoscut în Uniunea Sovietică în timpul epocii staliniste: troicile NKVD au ajuns să înlocuiască sistemul legal cu scopul persecutării disidenților sau a oricărei persoane acuzate pentru fapte reale sau închipuite de crimă politică. Activitatea troicilor NKVD s-a transformat rapid într-o vânătoare de vrăjitoare, producând un număr greu de apreciat de victime executate după anchete sumare. 

## Alte folosiri
Termenul a fost folosit în unele țări comuniste pentru descrierea grupului conducător din fruntea țării: liderul partidului, primul ministru și șeful statului. 
La începutul deceniului al șaptelea al secolului trecut, după cucerirea independenței de sub dominația Belgiei, în Congo a izbucnit un război civil cu nenumărate complicații. Printre forțele beligerante s-au aflat cele sprijinite de SUA, de URSS și o a treia forță secesionistă. În plus Secretarul General al ONU Dag Hammarskjöld, a încercat să impună prezența ONU în regiune. Nikita Hrușciov, care-l considera pe Secretarul General al ONU omul de paie al SUA, a propus ca cea mai înaltă funcție ONU să fie înlocuită de o troika compusă dintr-un membru propus de occident, unul propus de țările socialiste și unul propus Mișcarea de nealiniere. Propunerea a căzut datorită refuzului organizației Mișcării de nealiniere de sprijin pentru sus-numita schemă. 
În Uniunea Europeană, termenul este folosit pentru definirea unui grup compus din ministrului de externe al statului care deține președinția Consiliului UE, Secretarul General (sau Împuternicitul pentru politica comună externă și de securitate) și Comisarul european pentru relații externa. „Troika” reprezintă UE în relațiile externe și a securității comune. 
În timpul mandatului președinte al Statelor Unite Ronald Reagan, trei dintre cei mai importanți consilieri ai Casei Albe erau cunoscuți în mod colectiv ca „The Troika”: Șeful personalului Casei Albe, James Baker III, Consilierul prezidențial Ed Meese și Adjunctul personalului Casei Albe, Michael Deaver.